# Cattedrale di Aleksandr Nevskij (Prešov)
La cattedrale di Aleksandr Nevskij (in slovacco: Chrám svätého Alexandra Nevského) è una cattedrale ortodossa, sede dell'Eparchia di Prešov. Si trova a Prešov, in via dei Partigiani.

## Storia
La costruzione della ha avuto inizio nel 1946, i lavori sono stati ultimati nel 1950 grazie al finanziamento dei fedeli ortodossi della Repubblica Cecoslovacca e all'estero. La chiesa è costruita nello spirito delle tradizioni dell'architettura ortodossa russa. È decorata con cinque cupole a forma di cipolla che ricordano l'architettura tipica della vecchia Russia zarista ed è stata consacrata nel febbraio del 1950 con la benedizione del metropolita di Praga Andrej Jelevferija. Il campanile piramidale è stato edificato tra il 1969 e il 1970.